# Gemeinsames Fachverfahren für die Justiz
Das Gemeinsame Fachverfahren für die Justiz, abgekürzt GeFa, ist eine bundesweit einheitliche Software für die Verwaltung von Verfahrensdaten in der ordentlichen Gerichtsbarkeit einschließlich der Staatsanwaltschaften sowie der Fachgerichtsbarkeiten. Mit diesem Programm sollen die Verfahrensdaten bei den Gerichten und Staatsanwaltschaften erfasst, bearbeitet und verwaltet werden. Die Software befindet sich in der Entwicklung und soll in einer ersten Version an einem Landgericht in Zivilsachen pilotiert werden.

## Einführung
Auf seiner 11. Sitzung am 29. März 2017 hat der E-Justice-Rat die Empfehlung der Bund-Länder-Kommission für Informationstechnik in der Justiz gebilligt und vor dem Hintergrund der Einführung des elektronischen Rechtsverkehrs beschlossen, in einem länderübergreifenden universellen Fachverfahren die Justizanwendungen der Gerichte und Staatsanwaltschaften so weit wie möglich zu vereinheitlichen, um das Kostensenkungspotenzial der Digitalisierung zu nutzen.
Das Gemeinsame Fachverfahren für die Justiz stellt ein singuläres Vorhaben in der Geschichte der deutschen Justiz-IT dar. Es trägt damit dem Umstand Rechnung, dass es wirtschaftlich kaum vertretbar ist, wenn jedes Bundesland eigene Softwarelösungen entwickelt, pflegt und betreibt, obwohl die hiermit umzusetzenden Aufgaben und Anforderungen auf bundesgesetzlichen Regelungen beruhen.
Mit dem Gemeinsamen Fachverfahren für die Justiz soll es gelingen, die Möglichkeiten der Digitalisierungsbestrebungen in der Justiz auszuschöpfen. Dabei schlägt das Gemeinsame Fachverfahren die Brücke zwischen den elektronischen Akten- und Textsystemen, um hierdurch eine tragfähige Basis für die Zukunft der Justiz zu realisieren.

## Produktvisionen für die Software
Mit dem Gemeinsamen Fachverfahren für die Justiz soll eine dem Stand der Technik entsprechende einheitliche IT-Fachanwendung für die gesamte deutsche Justiz entwickelt werden. Diese soll eine fachlich korrekte, effiziente und ergonomische Aufgabenerledigung der Kerngeschäftsprozesse bei den Gerichten und Staatsanwaltschaften durch die Justizbediensteten sowie den Datenaustausch mit externen Stellen unterstützen.

### Wirtschaftlichkeit
Das Programm liefert mit einer modernen Software einen  Beitrag, um mit geringstmöglichem Ressourceneinsatz auch in Zukunft den hohen Erwartungen der  Bürger an eine effiziente Rechtspflege gerecht zu werden.

### Nutzerzufriedenheit
Den Anwendenden soll durch den Funktionsumfang, die Ergonomie, die Barrierefreiheit und die Performance des Gemeinsamen Fachverfahrens für die Justiz im Zusammenspiel mit den integrierten Umsystemen ein zufriedenstellendes Nutzererlebnis geboten werden.

### IT-Unterstützung
Die fachlichen und nicht-funktionalen Anforderungen der Anwendenden und IT-Betriebe an das Gemeinsame Fachverfahren für die Justiz werden im Rahmen einer serviceorientierten Architektur abgebildet, die sich an den justiziellen Geschäftsprozessen ausrichtet.

### Zukunftsfähigkeit
Die fachliche und technische Architektur des Gemeinsamen Fachverfahrens für die Justiz soll so flexibel gestaltet werden, dass sie auf technische und organisatorische Änderungen im Justizumfeld vorbereitet ist und zügig erweitert oder geändert werden kann.

## Organisationsstruktur
Um ein alle Bundesländer umfassendes Entwicklungsprogramm effizient steuern zu können, bedarf es einer verbindlichen Organisationsstruktur.
Der Programmlenkungsausschuss (PLA) ist das oberste Entscheidungsgremium der Programmorganisation. Insbesondere trägt er die Verantwortung für die Erreichung der strategischen Programmziele, die wirtschaftliche Programmdurchführung und die erfolgreiche technische Umsetzung. Der PLA setzt sich aus Vertretern der Länder Baden-Württemberg, Bayern, Hessen, Niedersachsen und Nordrhein-Westfalen, unter bayerischem Vorsitz, zusammen.
Im Länderbeirat sind alle 16 Bundesländer vertreten. Dieses Gremium dient dem Informations- und Meinungsaustausch, um zu gewährleisten, dass die Interessen aller Bundesländer bei der Entwicklung des Gemeinsamen Fachverfahrens für die Justiz berücksichtigt werden.
Verantwortlich für die strategische und operative Steuerung des Programms, innerhalb des vom PLA gesteckten Rahmens, ist die Programmleitung. Diese besteht aus dem Gesamtprogrammleiter aus Bayern sowie zwei Stellvertretern aus den Ländern Baden-Württemberg und Nordrhein-Westfalen.

## Entwicklung der Software
Mehr als 70 Fachkräfte aus sämtlichen Bereichen der Justiz befassen sich mit der Entwicklung des Gemeinsamen Fachverfahrens für die Justiz. Dabei bringen sie Erfahrungen aus allen Berufsgruppen in der Justiz für die Entwicklung ein. Sie werden von externen Dienstleistern aus dem Anforderungs-, Programm- und Testmanagement unterstützt. Die Programmierung der Anwendung selbst erfolgt durch einen weiteren Dienstleister für Softwareentwicklung. Die Entwicklungsergebnisse werden unter anderem beim EDV-Gerichtstag in Saarbrücken vorgestellt, zuletzt bei dessen 33. Auflage an der Universität des Saarlandes vom 11. bis 13. September 2024.

## Barrierefreiheit
Eine Besonderheit in der nutzerzentrierten Gestaltung des Gemeinsamen Fachverfahrens für die Justiz liegt im  Anspruch an die Barrierefreiheit der Software. Hiermit ist das Ermöglichen einer angenehmen Bedienung für alle gemeint, also auch für Menschen mit körperlichen Einschränkungen (beispielsweise Sehbehinderungen oder motorischen Beeinträchtigungen).
Bei der Entwicklung des Gemeinsamen Fachverfahrens für die Justiz liegt ein  Schwerpunkt auf barrierefreier/-armer Gestaltung der Anwendung. Es werden sowohl die allgemeinen Standards zu Kontrasten, Schriftgrößen, Inhaltsstruktur etc. berücksichtigt, als auch Menschen mit direkter persönlicher Erfahrung im Bereich alternativer Bedienkonzepte in den Gestaltungsprozess sowie spätere Überprüfungen mit einbezogen.

## Nutzerzentriertes Design
Bei der Konzeption des Gemeinsamen Fachverfahrens für die Justiz liegt der Fokus auf den Bedürfnissen der später die Software täglich anwendenden Justizfachkräfte. Dieser als nutzerzentriertes Design bezeichnete Ansatz setzt sich aus verschiedenen Methoden zusammen, die alle ein Ziel verfolgen: Eine Software zu gestalten, die alle Anwendenden in ihrer Arbeit unterstützt, anstatt sie auszubremsen. Da nicht alle Nutzenden die gleichen Bedürfnisse haben, wird das Gemeinsame Fachverfahren für die Justiz mit entsprechender Flexibilität entwickelt.